# 칸다 사야카
칸다 사야카(神田 沙也加, 1986년 10월 1일~2021년 12월 18일)는 일본의 가수이자 배우, 성우였다. TV 드라마, 영화, 광고에서 다양한 활동을 펼쳤다. 1999년, LA에서 일본인 학교를 다녔다. 《Bean Cake》라는 단편 영화에 출연하였는데, 이 작품이 2001년 칸 영화제에서 수상하기도 하였다. 2005년, DVD 《Dolls》를 출시하였다. 2021년 12월 18일 삿포로 호텔에서 투신자살로 사망하였다. 그녀는 칸다 마사키와 마츠다 세이코의 외동딸이며 가수로 활동하기 전에는 SAYAKA라는 가명으로 활동하였다.

## 음반

### 싱글
- Ever Since(2002)
- Garden(2003)
- 水色(2004)
- Jougen no Tsuki(2005)

### 앨범
- 上弦の月(2005)

## 영화
- 겨울왕국(2014년) - 안나 역(목소리 출연)

## 드라마
- 양키 모교로 돌아오다(2003년)

## 극장판 애니메이션
- 감바의 대모험(2015년) - '쇼지'